# Бадарма (река)
Бадарма — река в Иркутской области России.
Длина — 126 км, площадь водосборного бассейна — 2060 км².
Название реки имеет эвенкийские корни и переводится как «Волчья пасть».
Берёт начало из болот на высоте более 366 м над уровнем моря. Протекает в восточном направлении по территории Усть-Илимского района. Ширина реки в нижнем течении — 20—24 м, глубина — 0,8—1,3 м, дно твёрдое или песчаное, скорость течения — 0,7 м/с.
Впадает в Усть-Илимское водохранилище на Ангаре, образуя залив Бадарма. Имеет несколько притоков протяжённостью от 16 до 33 км. На реке расположены посёлки Бадарминск и Бадарма.
| Средний расход воды (м³/с) реки Бадармы по месяцам и за год с 1957 по 1972 гг. (замеры производились на гидрологическом посту в районе п. Бадарма, в 4,2 км от устья) |